# Świadkowie Jehowy w Paragwaju

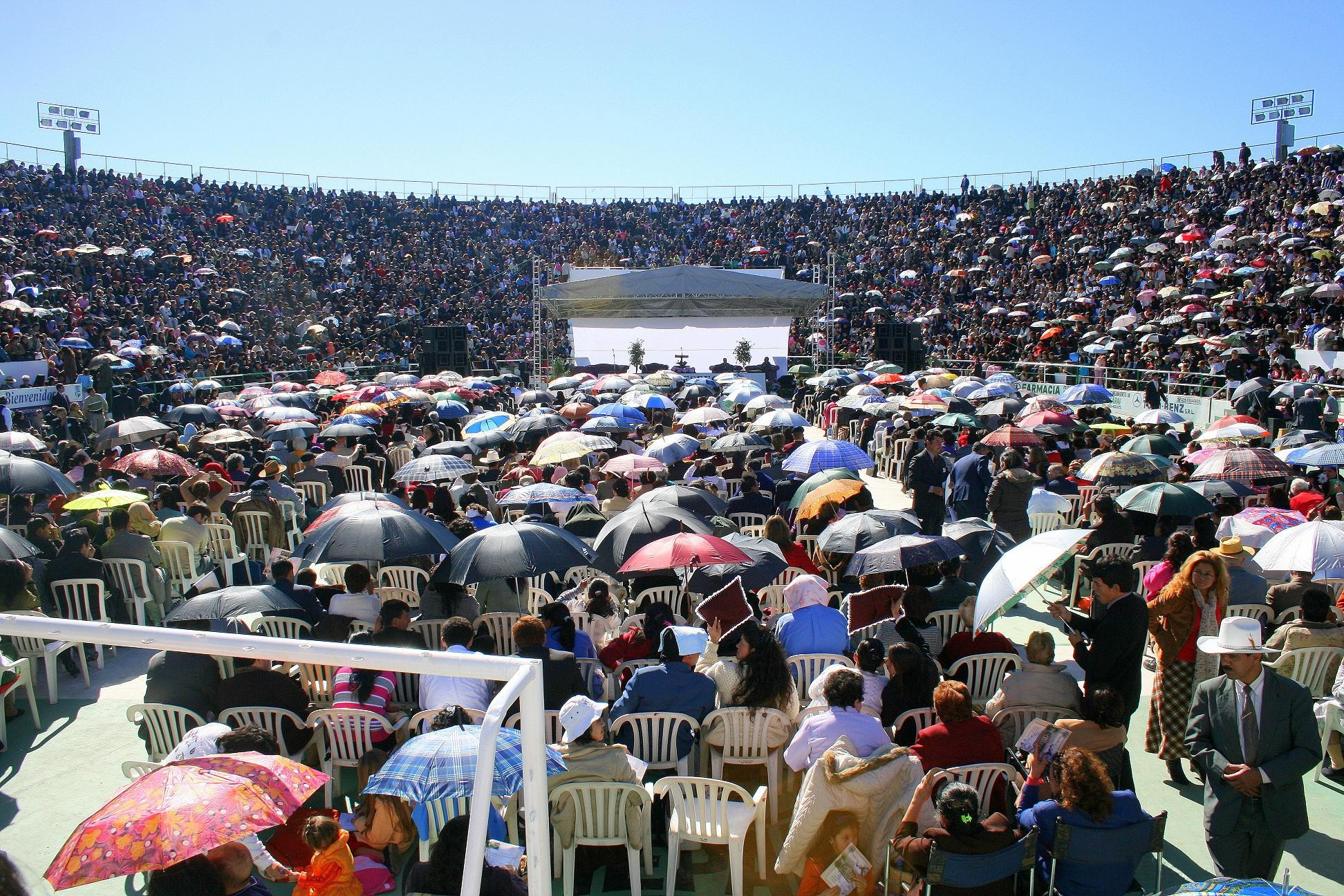
Uczestnicy zgromadzeni na Estadio del Bicentenario Nacional w Ypacaraí na specjalnym spotkaniu z okazji otwarcia rozbudowanego Biura Oddziału (8 maja 2010)

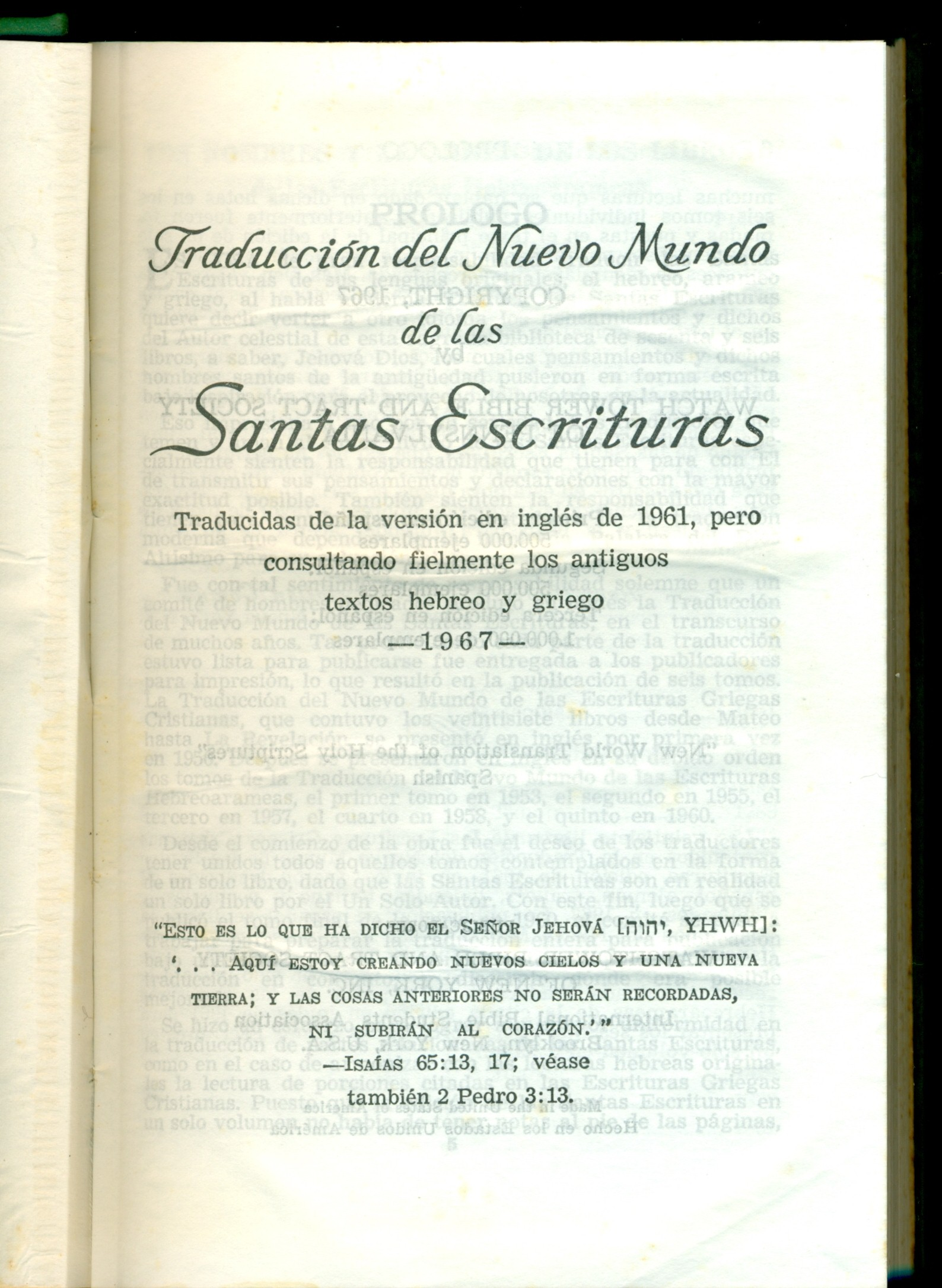
Pismo Święte w Przekładzie Nowego Świata (wyd. hiszpańskojęzyczne z 1967 r.)

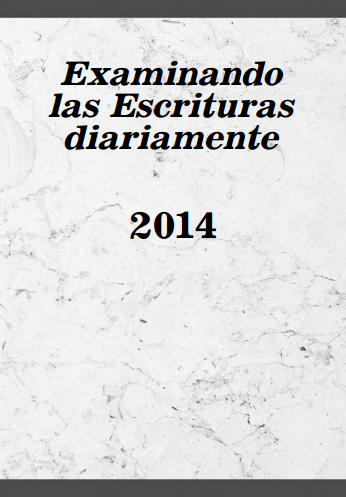
„Codziennie badanie Pism” – jedna z publikacji Świadków Jehowy – w języku hiszpańskim

Świadkowie Jehowy w Paragwaju – społeczność wyznaniowa w Paragwaju, należąca do ogólnoświatowej wspólnoty Świadków Jehowy, licząca w 2023 roku 11 042 głosicieli, należących do 186 zborów. Na dorocznej uroczystości Wieczerzy Pańskiej w 2023 roku zgromadziło się 22 816 osób. Działalność miejscowych głosicieli koordynuje Biuro Oddziału w Asunción.

## Historia

### Początki
Publikacje biblijne Badaczy Pisma Świętego wysyłano do Paragwaju od około 1906 roku.
W roku 1906 niemiecki imigrant Carl Eberhard Hoeckle otrzymał pocztą traktat zapowiadający wydanie sześciu tomów Wykładów Pisma Świętego. Po ich przeczytaniu wraz ze szwagrem ochrzcili się nawzajem. W 1913 roku Carl i jego syn udali się do Niemiec, aby nawiązać kontakt z tamtejszymi współwyznawcami. Wkrótce cała rodzina powróciła do Niemiec.
W 1925 roku Paragwaj odwiedzili pierwsi współwyznawcy z innych krajów, którzy rozpoczęli działalność kaznodziejską. Był wśród nich m.in. Hiszpan Juan Muñiz.
W 1926 roku w Buenos Aires założono Biuro Oddziału Towarzystwa Strażnica, które roztoczyło nadzór nad działalnością w Paragwaju, w Argentynie, w Chile i w Urugwaju. W roku 1934 Argentyńskie Biuro Oddziału wysłało do Paragwaju trzech Świadków Jehowy – byli to Martonfi, Koros i Jan (Juan) Rębacz. W czasie działalności aresztowani zostali Martonfi i Rębacz. Po uwolnieniu brat powrócili do Argentyny, natomiast Koros pozostał w Asunción.
W 1935 roku Julián Hadad – imigrant z Libanu, wraz z rodziną został pierwszym paragwajskim Świadkiem Jehowy. Cztery lata później, w roku 1939 założono pierwszy zbór w Paragwaju.
W 1940 roku rozpoczęto korzystanie z nagrań gramofonowych w różnych językach, docierając do polskich, rosyjskich, niemieckich i ukraińskich imigrantów, którzy osiedlili się w południowych rejonach kraju. Nowymi wyznawcami zostali m.in. Gołasikowie, mieszkający w kolonii polsko-ukraińskiej w okolicach Encarnación.
W 1945 roku do kraju przybyli pierwsi misjonarze Biblijnej Szkoły Strażnicy – Gilead. 1 września 1946 roku w stolicy otworzono nowe Biuro Oddziału. W roku 1947 w kraju działało 34 głosicieli. Od 4 do 6 czerwca 1948 roku odbyło się pierwsze w Paragwaju większe zgromadzenie z udziałem 100 osób.
Na początku 1950 roku rząd podjął oficjalną próbę wydalenia misjonarzy Towarzystwa Strażnica, która się jednak nie powiodła. W 1954 roku rozpoczęto wyświetlanie filmów religijnych, na które ogółem przybyło ponad 70 tysięcy osób.

### Rozwój działalności
14 października 1957 roku zalegalizowano działalność Świadków Jehowy w Paragwaju. W 1961 roku zanotowano liczbę 411 Świadków Jehowy, zorganizowanych w 22 zbory. W kraju funkcjonowało pięć domów misjonarskich – w Asunción, Encarnación, Villarrica, Coronel Oviedo, Pedro Juan Caballero i około 50 misjonarzy. W Asunción oddano do użytku pierwszą w Paragwaju własną Salę Królestwa.
Na początku 1966 roku oddano do użytku nowy kompleks Biura Oddziału; w otwarciu uczestniczył Nathan H. Knorr. Pod koniec roku 1966 w Asunción odbył się kongres międzynarodowy pod hasłem „Synowie Boży – synami wolności” z udziałem 489 obecnych, z których 37 osób zostało na nim ochrzczonych. W roku 1967 w kraju działało 535 głosicieli. W dniach od 2 do 6 stycznia 1974 roku w Asunción odbył się kongres pod hasłem „Boskie zwycięstwo”.
3 stycznia 1979 roku wprowadzono zakaz działalności. W wielu miejscowościach aresztowano wyznawców. W kraju działało ponad 1500 głosicieli. W styczniu 1984 roku ponownie zaczęło działać Biuro Oddziału, a w roku 1985 – pomimo oficjalnego zakazu – zaczęto ponownie korzystać z zebrań religijnych organizowanych w Salach Królestwa.
21 i 22 marca 1987 roku w Centrum Kongresowym Świadków Jehowy w Capiatá odbyło się zgromadzenie, na które przybyli delegaci m.in. z Argentyny, z Brazylii i z Urugwaju.
8 sierpnia 1991 roku ponownie zalegalizowano związek wyznaniowy Świadków Jehowy; działalność kaznodziejską prowadziło wówczas 3760 głosicieli. W 1992 roku za pomocą łodzi El Pionero (Pionier) rozpoczęto działalność kaznodziejską nad brzegami rzeki Paragwaj. W 1996 roku oddano do użytku nowe obiekty Biura Oddziału. Rok później przybyli Świadkowie Jehowy z kilkunastu krajów południowoamerykańskich, z Europy Zachodniej oraz ze Stanów Zjednoczonych, by pomagać w działalności kaznodziejskiej. W 1998 roku delegaci z Paragwaju byli obecni na zgromadzeniach międzynarodowych pod hasłem „Boża droga życia” w São Paulo w Brazylii i w San Diego w Stanach Zjednoczonych. 
W 2002 roku ukazały się pierwsze publikacje Świadków Jehowy w języku guarani, a w 2004 roku powstał pierwszy zbór posługujący się tym językiem. W 2019 roku liczba ich wzrosła do około 120.
W 2007 roku liczba głosicieli wyniosła 8212 osób. W 2009 roku kilkudziesięciu paragwajskich delegatów uczestniczyło w kongresie międzynarodowym pod hasłem „Czuwajcie!” w Poznaniu. Pod koniec roku do Paragwaju dotarli kolejni misjonarze, z 127 klasy Szkoły Gilead. Do Paragwaju przeprowadzili się niemieckojęzyczni pionierzy z Europy, aby w izolowanych koloniach rolnych podjąć działalność kaznodziejską wśród mówiących w języku dolnoniemieckim mennonitów.
8 maja 2010 roku uroczyście otwarto rozbudowane Biuro Oddziału, które nadzoruje tłumaczenie literatury biblijnej na język guarani, nivacle i paragwajski język migowy. W 2012 roku delegacja z Paragwaju uczestniczyła w kongresie specjalnym pod hasłem „Strzeż swego serca!”, który się odbył w brazylijskim Rio de Janeiro.
W 2012 roku przekroczono liczbę 9000 głosicieli. 20 września 2013 roku wydano Chrześcijańskie Pisma Greckie w Przekładzie Nowego Świata w języku guarani. W roku 2015 przekroczono liczbę 10 tysięcy głosicieli. W dniach od 27 do 29 października 2017 roku w boliwijskim mieście Cochabamba odbył się kongres specjalny pod hasłem „Nie poddawaj się!” z udziałem delegacji z Paragwaju, w listopadzie 2018 roku kongres specjalny „Bądź odważny!” w peruwiańskiej Limie, a w 2019 roku w kongresach międzynarodowych pod hasłem „Miłość nigdy nie zawodzi!” w Argentynie, Meksyku, Południowej Afryce i Stanach Zjednoczonych. W czerwcu 2019 roku zorganizowano pomoc humanitarną dla poszkodowanych przez powodzie. 16 sierpnia 2019 roku na kongresie regionalnym pod hasłem „Miłość nigdy nie zawodzi!” w Asunción ogłoszono wydanie całego Pisma Świętego w Przekładzie Nowego Świata w języku guarani. Biuro Oddziału organizuje specjalne kampanie ewangelizacyjne na terenach zamieszkanych przez ludność posługującą się rdzennymi językami.
Z powodu pandemii COVID-19 zaplanowany na sierpień 2020 roku kongres specjalny pod hasłem „Zawsze się radujcie!” w Asunción został odwołany.
W związku z pandemią COVID-19 Komitetów Pomocy Doraźnej rozpoczął dystrybucję paczek zawierających zapas produktów dla czteroosobowej rodziny na dwa tygodnie — jedzenia, środków czystości i artykułów higienicznych. Każda taka paczka jest warta około 30 dolarów.
W 2021 roku osiągnięto liczbę 11 298 głosicieli, a na uroczystości Wieczerzy Pańskiej zebrały się 31 583 osoby.
30 sierpnia–1 września 2024 roku na Estadio General Pablo Rojas w Asunción zorganizowano kongres specjalny pod hasłem „Głośmy dobrą nowinę!”. Program w językach: angielskim, hiszpańskim, guarani, portugalskim (Brazylia) i paragwajskim migowym. Uczestniczyły w nim również prawie 2000 zagranicznych delegatów m.in. z Argentyny, Brazylii, Chile, Hiszpanii, Japonii, Kolumbii, Stanów Zjednoczonych i Wielkiej Brytanii. Liczba obecnych wyniosła 28 617, a 293 osób zostało ochrzczonych. W tym samym roku delegacje z Paragwaju brały udział w kongresach specjalnych w Chile.
Zebrania zborowe odbywają się w języku hiszpańskim, angielskim, chamacoco (ishir), chińskim, dolnoniemieckim, enlhet, enxet, guarani, japońskim, koreańskim, nivaclé, niemieckim, paragwajskim migowym, portugalskim, Riograndenser Hunsrückisch, toba i ukraińskim. Kongresy odbywają się w językach: hiszpańskim, guarani, japońskim, koreańskim, niemieckim oraz paragwajskim migowym. W 2023 roku w Paragwaju funkcjonowały 122 Sale Królestwa.